# Rudolph Cartier
Rudolph Cartier (tên lúc sinh Rudolph Katscher, sinh ngày 17 tháng 4 năm 1904 - mất ngày 7 tháng 6 năm 1994) là một đạo diễn truyền hình Áo, người đã làm việc chủ yếu trong truyền hình của Anh, dành riêng cho BBC. Ông được biết đến nhiều nhất với sự hợp tác của ông trong thập niên 1950 nhà viết kịch bả phim Nigel Kneale, đáng chú ý nhất là loạt phim Quatermass và bản phóng tác năm 1954 của họ tiểu thuyết Nineteen Eighty-Four của George Orwell.
Sau khi nghiên cứu kiến trúc và sau đó là kịch nghệ, Cartier bắt đầu sự nghiệp của mình với công việc một nhà biên kịch và sau đó đạo diễn phim ở Berlin, nơi ông làm việc cho Ufa Studios. Sau một giai đoạn ngắn tại Hoa Kỳ, ông chuyển đến Vương quốc Anh trong những năm 1930, và bắt đầu làm việc cho truyền hình BBC vào năm 1952. Ông đã đi vào sản xuất và trực tiếp hơn 120 tác phẩm trong 24 năm tiếp theo, kết thúc sự nghiệp truyền hình của mình với vở kịch Loyalties trong năm 1976.
Hoạt động trong lĩnh vực chương trình kịch nghệ và opera, Cartier đã giành được tương đương với một BAFTA năm 1957 cho công việc của mình đối với kịch nghệ, và một trong những sản phẩm opera của ông đã được trao một giải thưởng tại nhạc hội Salzburg năm 1962. Mạng Điện ảnh Anh "Screenonline" mô tả ông là một người tiên phong thực sự của truyền hình "". còn nhà phê bình Peter Black đã từng viết: "Không ai có thể so với Rudolph Cartier trong chiêu trong việc tạo một hình ảnh trên màn hình ti vi mà rộng và sâu như CinemaScope."